# 蒙克布拉鲁普
蒙克布拉鲁普是德国石勒苏益格－荷尔斯泰因州的一个市镇。总面积13.27平方公里，总人口1088人，其中男性555人，女性533人（2011年12月31日），人口密度82人/平方公里。